# Manuel de Portugal e Castro
Manuel Francisco Zacarias de Portugal e Castro (Campo Grande, Olivais, hoje em Lisboa, 5 de novembro de 1787 — Lisboa, 13 de julho de 1854) foi um miguelista, administrador colonial português.

## Biografia
Foi governador-geral da capitania de Minas Gerais, de 1814 a 1821.
Membro da junta criada em 18 de Junho de 1823 para a reforma da lei fundamental.
Depois, foi nomeado governador da Ilha da Madeira, cargo que exerceu durante alguns meses de 1826, quando foi nomeado 84.º Governador da Índia (até 1830) e 50.º Vice-Rei da Índia, até 1835.
Após o fim de seu vice-reinado, houve revoltas na Índia com a nomeação de Bernardo Peres da Silva como governador, e dessa forma voltou a governar por breves dias.
Foi Ministro da marinha e ultramar de Saldanha, de 6 de Outubro de 1846 a 28 de Abril de 1847, e ministro dos negócios estrangeiros do mesmo governo, desde 4 de Novembro de 1846 até 28 de Abril de 1847.
Encontra-se sepultado no Cemitério dos Prazeres, no jazigo de nº 927 da rua 35.

## Dados genealógicos
Filho de Afonso Miguel de Portugal e Castro, 4.º marquês de Valença com Maria Teresa Teles da Silva, filha do 6.º Conde de Vilar Maior e da 2.ª Marquesa de Penalva, sendo portanto irmão de José Bernardino de Portugal e Castro, 5.º Marquês de Valença.
Não se casou nem deixou descendência.